# Diathryptica callibrya
Diathryptica callibrya är en fjärilsart som beskrevs av Turner 1923. Diathryptica callibrya ingår i släktet Diathryptica och familjen Plutellidae. Inga underarter finns listade i Catalogue of Life.